# The Dead Rabbitts
The Dead Rabbitts é um supergrupo americano de metalcore de Phoenix (Arizona), Estados Unidos. É o projeto paralelo do vocalista do Escape the Fate, Craig Mabbitt. O EP de estréia Edge of Reality, foi lançado em 19 de Outubro de 2012, para as pessoas que compraram o álbum através da PledgeMusic, e 30 de Outubro no iTunes.

## História

### Edge of Reality(2011-atualmente)
No final de 2011, o vocalista Craig Mabbitt anunciou um próximo projeto paralelo, juntamente com um novo álbum do Escape the Fate. Mabbitt revelou que um single do projeto paralelo seria lançado em Fevereiro de 2012, e o álbum será produzido por Caleb Shomo do (na época) Attack Attack!. Os membros do projeto paralelo incluem Kevin Thrasher, ex-LoveHateHero, TJ Bell, do Escape the Fate, e Brian O'Dowd. O álbum vai ser uma reminiscência das músicas que ele fez enquanto estava nas bandas Blessthefall e The Word Alive.
Mabbitt anunciou uma data de lançamento para o álbum para 9 de Abril, afirmando que "existe melhor dia para lançar meu álbum do que no meu aniversário?", mas depois foi adiado. Em Janeiro, ele criou uma página no Facebook e postou que iria transmitir uma música do próximo EP do projeto paralelo, se a página atingisse 50.000 "curtir".[carece de fontes?] Quando a página chegou a cerca de 49.500 curtir, ele revelou o título e as letras para a música nova, intitulada "Edge of Reality".[carece de fontes?] A música "Edge of Reality" foi lançado no momento em que a página chegou a 50.000 curtir.
Mabbitt mais tarde postou uma atualização de status em sua página no Facebook dizendo que se a página alcançasse 75.000 curtir, ele lançaria outra música nova para seus fãs de seu próximo álbum solo. Ele também revelou uma parte da letra da música nova. Junto com este anúncio, ele afirmou um próximo vídeo de "Edge of Reality". Em 30 de Março, ele anunciou o nome do próximo EP intitulado "Edge of Reality EP" sob o nome da banda "The Dead Rabbitts". Em 9 de Abril, ele lançou outra música do EP intitulada "World of Disaster".
No Meio de 2012, o grupo anunciou que eles fizerão parceria com o To Write Love on Her Arms e a PledgeMusic para o lançamento do EP. Através da PledgeMusic, os fãs podiam  pré-encomendar o EP junto com itens extras, um CD assinado, cartazes, bilhetes para concertos e muito mais. As pessoas que fizerem a pré-compra do álbum através do site, ou "se comprometeu", também seria capaz de fazer o download do álbum mais cedo do que outros. Quando a porcentagem alvo for completada 100%, 5% do dinheiro arrecadado será doado para o To Write Love on Her Arms. Pledgers também receberão atualizações e vídeos exclusivos. Mabbitt lançou algumas músicas do EP quando a porcentagem alvo das doações chegou a certos pontos, como 55% ou 75%. A meta foi alcançada em 4 de Outubro de 2012, e o álbum foi lançado em 19 de Outubro.
A banda partiu para a "Turnê Pizza Party", com as bandas Get Scared e Rob the Cartel. A turnê começou em Tucson, Arizona em 12 de Setembro de 2012, e terminou em 29 de Setembro em Sacramento, Califórnia.
Kevin Thrasher mais tarde deixou a banda por motivos desconhecidos, sendo posteriormente substituído por Alex Torres, ex-Eyes Set to Kill, e Brian O'Dowd mais tarde foi substituído por Tony Aguilera, ex-The Word Alive.

## Integrantes
Atuais
- Craig Mabbitt - vocal
- Alex Torres - guitarra principal, vocal de apoio
- TJ Bell - baixo, vocal de apoio
- Tony Aguilera - bateria, percussão

Ex-Integrantes
- Kevin Thrasher - guitarra principal, vocal de apoio
- Brian O'Dowd - bateria, percussão

## Discografia

### EPs
| Ano  | Detalhes do álbum                                                          |
| ---- | -------------------------------------------------------------------------- |
| 2012 | Edge of Reality - Lançado: 19 de Outubro de 2012 - Gravadora: Independente |

| Ano  | Detalhes do álbum                                                       |
| ---- | ----------------------------------------------------------------------- |
| 2014 | Shapeshifter Lançado:01 de Julho de 2014 Gravadora: Tragic Hero Records |

Singles
| Ano  | Música              | Álbum           |
| ---- | ------------------- | --------------- |
| 2011 | "Edge of Reality"   | Edge of Reality |
| 2011 | "World of Disaster" | Edge of Reality |